# IRES
IRES（internal ribosome entry site）は、タンパク質合成のプロセスの一部として、キャップ非依存的な翻訳の開始を可能にするRNAエレメントである。配列内リボソーム進入部位、内部リボソーム進入部位などと訳される。一般的に真核生物の翻訳開始はmRNA分子の5'末端で行われるが、これは開始複合体の形成のために5'キャップ構造の認識が必要であるためである。IRESエレメントの位置はmRNAの5'UTRであることが多いが、他の位置に存在することもある。

## 歴史
IRES配列は1988年、Nahum Sonenbergの研究室によってポリオウイルス（poliovirus, PV）のRNAゲノム中に、Eckard Wimmerの研究室によって脳心筋炎ウイルス（encephalomyocarditis virus, EMCV）のRNAゲノム中に、それぞれ発見された。IRESは真核生物のリボソームをmRNAへリクルートすることができるRNA領域であり、このプロセスはキャップ非依存的な翻訳として知られている。IRESエレメントははっきりとした二次構造や三次構造を持つことが示されているが、一方ですべてのIRESに共通な一次構造や二次構造レベルでの特徴といったものはこれまでのところ報告されていない。
近年では、IRES配列をベクターに挿入することによって1つのベクターから2つの遺伝子（例えば、トランスジーンと蛍光レポーター分子）を発現させる、という手法は分子生物学においてよく用いられるものとなっている。

## 位置

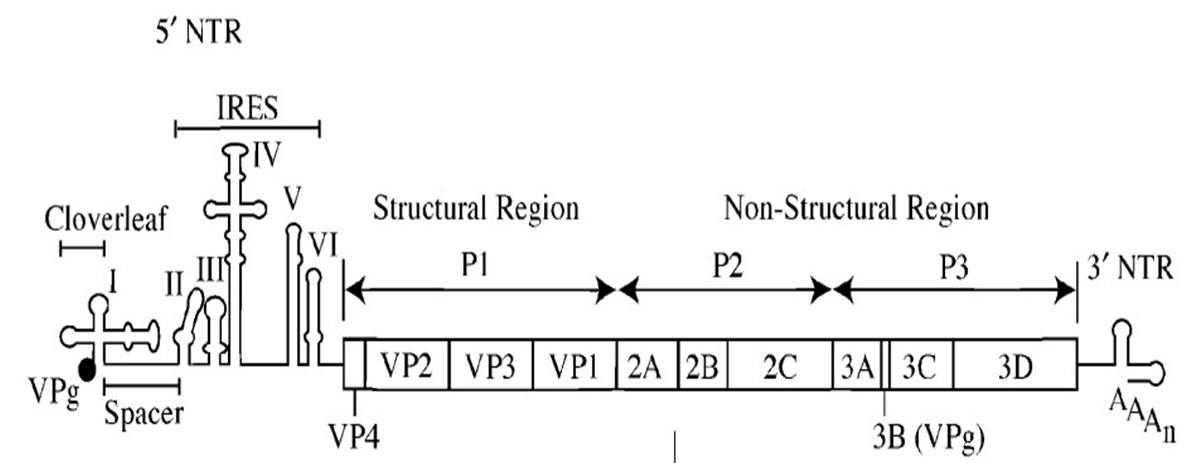
IRESを含む、ポリオウイルスのゲノム

IRESは一般的にRNAウイルスの5'UTRに位置し、キャップ非依存的なRNAの翻訳を可能にしている。しかしながら、DicistroviridaeファミリーのウイルスのmRNAは2つのORFを持っており、それぞれの翻訳は異なるIRESによってなされている。哺乳類細胞のいくつかのmRNAもIRESを持つことが示唆されている。これらの細胞性のIRESエレメントはストレス生存や、その他の生存に必須なプロセスに関わる遺伝子をコードしているmRNAに存在すると考えられている。2009年9月の段階で、60の動物ウイルスと8の植物ウイルスがIRESを持つと報告されており、115のmRNA配列のIRESエレメントが報告されている。

## 活性化
IRESはしばしば、宿主の翻訳が阻害されているときにウイルスの翻訳活性を保つ手段として用いられる。宿主の翻訳の阻害のメカニズムは、ウイルスによるものや宿主によるものなど、ウイルスのタイプによってさまざまである。しかしながら、ポリオウイルスのようなピコルナウイルスの多くは、eIF4Gを切断し、キャップ結合タンパク質であるeIF4Eと相互作用できなくすることで宿主の翻訳を阻害する。eIF4F複合体を構成する、これらの翻訳開始因子間の相互作用は、リボソーム40SサブユニットをmRNAの5'末端にリクルートするために必須であり、また5'末端のキャップと3'のポリAテール間での環状構造の形成をもたらしていると考えられている。ウイルスはIRESによる翻訳開始のため、部分的に切断されたeIF4Gさえも利用している可能性がある。
細胞は有糸分裂やプログラム細胞死の間に特定のタンパク質の翻訳を増加させるためにIRESを利用している可能性がある。有糸分裂中、細胞はeIF4Eを脱リン酸化するため、eIF4Eの5'キャップへのアフィニティは低くなっている。その結果、リボソーム40Sサブユニットや翻訳装置はmRNAのIRESへと差し向けられる。有糸分裂に関与する多くのタンパク質がIRESを持つmRNAによってコードされている。プログラム細胞死においては、ウイルスによる場合と同じように、eIF4Gの切断が翻訳を減少させる。必須タンパク質の欠乏は細胞死に寄与するとともに、細胞死の制御に関与するタンパク質をコードするIRES mRNAの翻訳にも寄与する。

## メカニズム
これまでのところ、ウイルスのIRESのメカニズムの方が細胞性のIRESよりもよく分かっており、細胞性のIRESのメカニズムについてはまだ議論がある。C型肝炎ウイルス（hepatitis C virus, HCV）型のIRESは、40Sリボソームサブユニットに直接結合し、mRNAのスキャニングなしに開始コドンをリボソームのP部位に配置する。これらのIRESは、翻訳開始因子のうちeIF2、eIF3、eIF5、eIF5Bを利用するが、eIF1、eIF1A、そしてeIF4F複合体は必要とされない。それに対し、ピコルナウイルスのIRESは40Sサブユニットには直接結合せず、代わりにeIF4G上の結合部位にリクルートされる。多くのウイルスのIRES（と細胞性のIRES）はその機能発現のために、IRES trans-acting factors (ITAF) として知られる、他のタンパク質を必要とする。IRESの機能におけるITAFの役割についてはまだ研究が行われている最中である。

## 活性試験
特定のRNA配列のIRES活性の測定にはバイシストロニック（bicistronic）レポーターコンストラクトが用いられる。真核生物のmRNAの2つのレポーターORFの間にIRESが位置しているとき、下流に位置するタンパク質のコーディング領域の翻訳はmRNAの5'キャップ構造とは独立に行われる。このようなコンストラクトを用いると、細胞内では両方のレポータータンパク質が合成される。1番目のシストロンに位置するレポータータンパク質はキャップ依存的な翻訳開始によって合成され、2番目のレポータータンパク質は2つのシストロン間に位置するIRESから翻訳が開始される。しかしながら、このバイシストロニックレポーターコンストラクトを用いて得られたデータを解釈する際には、いくつかの欠陥が存在することに留意しなければならない。例えば、IRESとして報告された配列が、後にプロモーター領域を含む配列であったと判明したケースがいくつかある。また最近になって、IRESであると予想された配列の中にはスプライシング部位が存在し、それがこのアッセイにおいて見かけ上IRESのようにふるまっているケースがあると報告された。

## タイプ
| ウイルス                                                                | IRES                                                                                              |
| ポリオウイルス(Poliovirus)                                              | Picornavirus IRES                                                                                 |
| ライノウイルス(Rhinovirus)                                              | Picornavirus IRES                                                                                 |
| 脳心筋炎ウイルス(Encephalomyocarditis virus)                            | Picornavirus IRES                                                                                 |
| 口蹄疫ウイルス(Foot-and-mouth disease virus)                            | Aphthovirus IRES                                                                                  |
| カポジ肉腫関連ヘルペスウイルス(Kaposi's sarcoma-associated herpesvirus) | Kaposi's sarcoma-associated herpesvirus IRES                                                      |
| A型肝炎ウイルス(Hepatitis A virus)                                      | Hepatitis A IRES                                                                                  |
| C型肝炎ウイルス(Hepatitis C virus)                                      | Hepatitis C IRES                                                                                  |
| 豚熱ウイルス(Classical swine fever virus)                               | Pestivirus IRES                                                                                   |
| 牛ウイルス性下痢ウイルス(Bovine viral diarrhea virus)                   | Pestivirus IRES                                                                                   |
| Friendマウス白血病ウイルス(Friend murine leukemia)                      |                                                                                                   |
| Moloneyマウス白血病ウイルス(Moloney murine leukemia)                    |                                                                                                   |
| ラウス肉腫ウイルス(Rous sarcoma virus)                                  |                                                                                                   |
| ヒト免疫不全ウイルス(Human immunodeficiency virus)                      |                                                                                                   |
| チャバネアオカメムシ腸管ウイルス(Plautia stali intestine virus)         | Cripavirus internal ribosome entry site (IRES)                                                    |
| コオロギ麻痺ウイルス(Cricket paralysis virus)                           | Cripavirus internal ribosome entry site (IRES)                                                    |
| Triatoma virus                                                          | Cripavirus internal ribosome entry site (IRES)                                                    |
| Rhopalosiphum padi virus                                                | Rhopalosiphum padi virus internal ribosome entry site (IRES)                                      |
| マレック病ウイルス(Marek's disease virus)                               | 5'Leader IRES and intercistronic IRES in the 1.8-kb family of immediate early transcripts (IRES)1 |

| タイプ                 | タンパク質 |
| 成長因子               | 線維芽細胞増殖因子 (FGF-1、FGF-2)、血小板由来成長因子 (PDGFB/c-sis)、血管内皮細胞増殖因子 (VEGF)、インスリン様成長因子 (IGF-2) |
| 転写因子               | Antennapedia、Ultrabithorax、MYT-2、NKRF、AML1/RUNX1、GTX                                                                      |
| 翻訳因子               | EIF4G1、EIF4G2/DAP5 |
| がん遺伝子             | c-myc、L-myc、PIM1, p58PITSLRE、p53                                                                                            |
| 膜輸送体/受容体        | SLC7A1/Cat-1、NOTCH2、KCNA4/Kv4.1、                                                                                            |
| アポトーシス活性化     | APAF1 |
| アポトーシスの阻害     | XIAP、cIAP1/HIAP2、Bcl-xL、Bcl-2                                                                                               |
| 樹状突起局在タンパク質 | ARC, CAMK2A、Dendrin、MAP2、Neurogranin (RC3)、アミロイド前駆体タンパク質                                                      |
| その他                 | BiP、Hsp70、ATP5F1B、オルニチンデカルボキシラーゼ、コネキシン32、コネキシン43、HIF1A、APC                                      |

## 関連文献
- “Translation initiation: variations in the mechanism can be anticipated”. Cellular and Molecular Life Sciences 68 (6):  991–1003. (March 2011). doi:10.1007/s00018-010-0588-z. PMID 21076851.